# Hanns von Zobeltitz

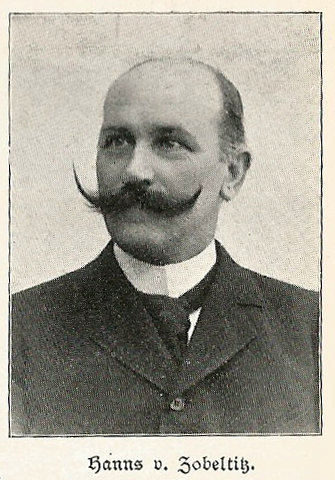
Hanns von Zobeltitz

Hanns Caspar von Zobeltitz (* 9. September 1853 auf Schloss Spiegelberg, heute: Poźrzadło; † 4. April 1918 in Bad Oeynhausen) war ein deutscher Schriftsteller, Redakteur und Herausgeber.

## Leben
Sein Vater war Gutsherr auf Spiegelberg in der Neumark, sein jüngerer Bruder Fedor war ebenfalls Schriftsteller und Redakteur. Zobeltitz war von 1872 bis 1890 Offizier und wurde 1890 Schriftleiter von Daheim und Velhagen und Klasings Monatsheften. Er schrieb zahlreiche Unterhaltungsromane, schilderte anschaulich seine märkische Heimat und das Berlin seiner Zeit. Als sein bestes Werk gilt der Roman Der Alte auf Topper (1915), in dem er Jugenderinnerungen verarbeitete.
Zobeltitz veröffentlichte auch unter den Pseudonymen Flatterer; Max E. Conried und Hans von Spie(ge)lberg / Hans von Spielberg und Der Meergreis.
Sein Sohn war der Schriftsteller Hans-Caspar von Zobeltitz.

## Werke (in Auswahl)
- Digitalisate der Werke, so weit verfügbar, siehe auf der Autorenseite der Wikisource

- Der Alte von Güntersloh. Erzählung. Babenzien, Rathenow 1892.
- Der Briefmarkensport. In: Velhagen und Klasings Monatshefte. Jg. 7 (1892/93), Bd. 1, Heft 2, Oktober 1892, S. 213–223.
- Der Wein. Velhagen & Klasing, Bielefeld und Leipzig, 1901. (Digitalisat)
- Hermann Vogt: Das Buch vom deutschen Heere. Zweite, vermehrte und bis auf die neueste Zeit fortgeführte Auflage bearbeitet durch Hanns von Zobelitz. Velhagen & Klasing, Bielefeld 1891.
- Die Generalsgöhre. Roman. Costenoble, Berlin 1897.
- Das versunkene Goldschiff. Eine abenteuerliche Geschichte aus drei Erdteilen. Roman. Velhagen & Klasing, Bielefeld 1898 (Digitalisat)
- Auf märkischer Erde, Roman, Leipzig, 1898. Neuausgabe Hofenberg, Berlin 2022, ISBN 978-3-7437-4501-8.
- Talmi, Roman, Leipzig, 1898
- Christian von Stachow, Roman, Bielefeld, 1890
- Die Jagd um den Erdball, abenteuerliche Geschichte aus vier Erdteilen, Leipzig, 1901
- Des Lebens Enge, Roman, 1906
- Der Alte auf Topper, Roman, Leipzig, 1910
- Die Tante aus Sparta, Roman, Stuttgart, 1901
- Sieg, Roman, Berlin, 1912
- Das Dreigestirn, Roman, Stuttgart, 1913
- Die Frau ohne Alltag, Roman, 1914
- Die Fürstin Witwe, Roman, Stuttgart, 1915
- Im Knödelländchen und anderswo, Novellen und Erinnerungen, 1916
- Die Blüchernichten, Roman, Stuttgart, 1920
- Der Alte von Güntersloh. Rohr im Winde. Zwei Erzählungen. Leipzig, 1923